# Pekao Open 2022
Il Pekao Open 2022 è stato un torneo maschile tennis professionistico. È stata la 29ª edizione del torneo, facente parte della categoria Challenger 125 nell'ambito dell'ATP Challenger Tour 2022, con un montepremi di 134 920 €. Si è svolta dal 12 al 18 settembre 2022 sui campi in terra rossa del Wojska Polskiego di Stettino, in Polonia.

## Partecipanti

### Teste di serie
| Nazionalità   | Giocatore               | Ranking* | Testa di serie |
| ------------- | ----------------------- | -------- | -------------- |
| Argentina     | Federico Coria          | 78       | 1              |
| Spagna        | Roberto Carballés Baena | 80       | 2              |
| Taipei cinese | Tseng Chun-hsin         | 89       | 3              |
| Francia       | Corentin Moutet         | 112      | 4              |
| Spagna        | Carlos Taberner         | 116      | 5              |
| Argentina     | Federico Delbonis       | 134      | 6              |
| Austria       | Dennis Novak            | 136      | 7              |
| Italia        | Marco Cecchinato        | 142      | 8              |

* Ranking al 29 agosto 2022.

### Altri partecipanti
I seguenti giocatori hanno ricevuto una wild card per il tabellone principale:
- Jerzy Janowicz
- Maks Kaśnikowski
- Daniel Michalski

I seguenti giocatori sono passati dalle qualificazioni:
- Jan Choinski
- Martin Krumich
- Rudolf Molleker
- Luca Van Assche
- Mattia Bellucci
- Georgii Kravchenko

Il seguente giocatore è entrato in tabellone come lucky loser:
- Louis Wessels

## Campioni

### Singolare
Corentin Moutet ha sconfitto in finale  Dennis Novak con il punteggio di 6–2, 6(5)–7, 6–4.

### Doppio
Dustin Brown /  Andrea Vavassori hanno sconfitto in finale  Roman Jebavý /  Adam Pavlásek con il punteggio di 6–4, 5–7, [10–8].